# Panajota Tsakiri
Panajota Tsakiri (gr. Παναγιώτα Τσακίρη, ur. 12 maja 1990) – grecka biegaczka narciarska i biathlonistka, występująca głównie w zawodach Alpen Cup i Balkan Cup. Trzykrotna uczestniczka zimowych igrzysk olimpijskich w latach 2006–2014 oraz Mistrzostw Świata w Narciarstwie Klasycznym 2013 w Val di Fiemme.

## Osiągnięcia

### Igrzyska olimpijskie
| Miejsce | Dzień     | Rok  | Miejscowość     | Konkurencja            | Czas biegu | Strata | Zwycięzca              | Źródło |
| ------- | --------- | ---- | --------------- | ---------------------- | ---------- | ------ | ---------------------- | ------ |
| 64.     | 11 lutego | 2014 | Krasnaja Polana | sprint stylem dowolnym | -          | -      | Maiken Caspersen Falla | [ 1 ]  |

### Mistrzostwa świata w narciarstwie klasycznym
| Miejsce | Dzień     | Rok  | Miejscowość   | Konkurencja                             | Czas biegu | Strata | Zwycięzca      | Źródło |
| ------- | --------- | ---- | ------------- | --------------------------------------- | ---------- | ------ | -------------- | ------ |
| DNS     | 21 lutego | 2013 | Val di Fiemme | sprint stylem klasycznym                | -          | -      | Marit Bjørgen  | [ 2 ]  |
| 84.     | 26 lutego | 2013 | Val di Fiemme | 10 km bieg indywidualny stylem dowolnym | 15:39,5    | -      | Therese Johaug | [ 3 ]  |